# (74417) 1999 AP11
(74417) 1999 AP11 – planetoida z pasa głównego asteroid okrążająca Słońce w ciągu 5,18 lat w średniej odległości 2,99 j.a. Odkryta 7 stycznia 1999 roku.